# Motivo (artes plásticas)

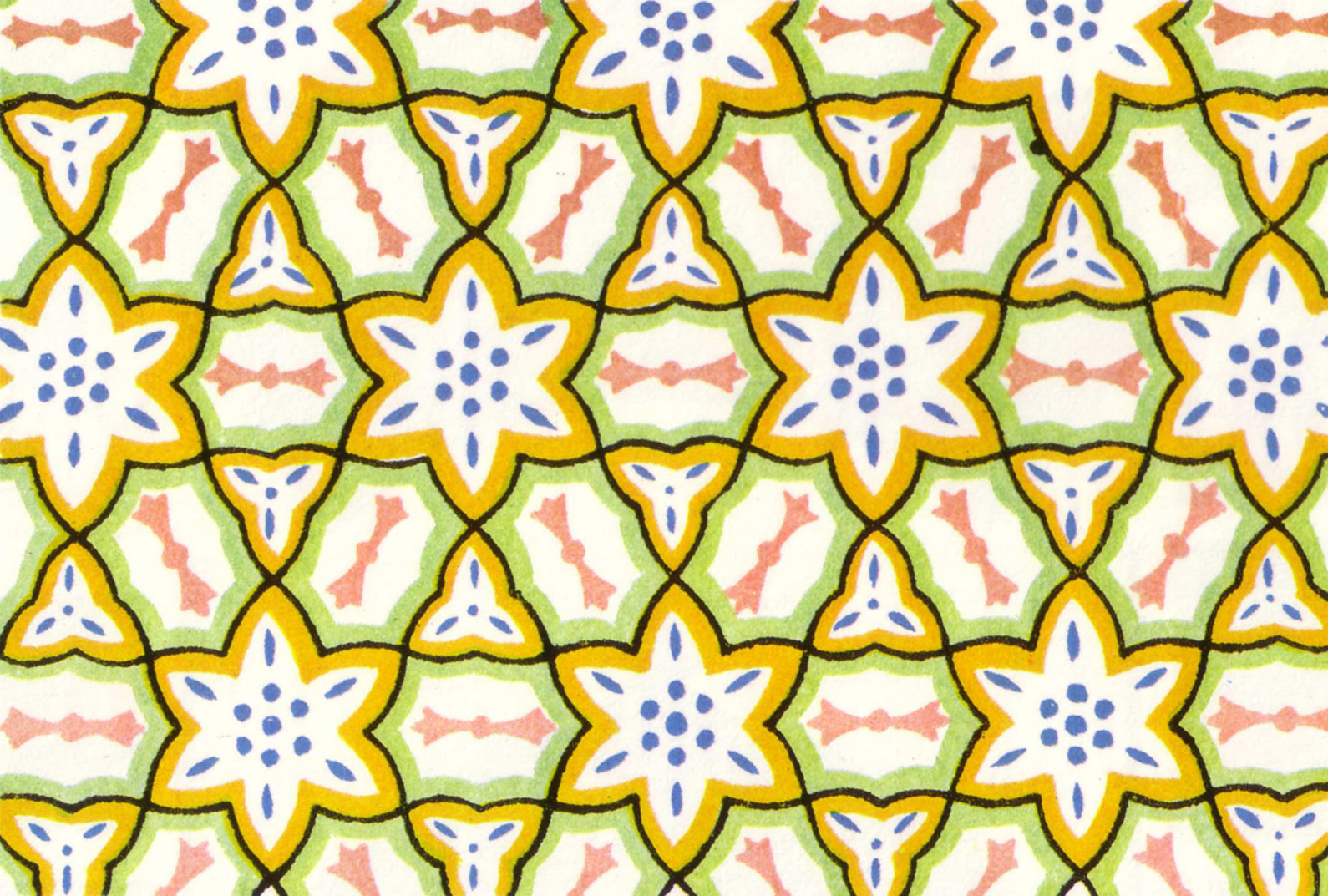
Motivo em ilustração encontada na obra The Grammar of Ornament (1856)

Um motivo (do latim motivus, relativo a movimento) é uma imagem ou desenho recorrente que estabelece um padrão. Na arte, trata-se de um elemento de padrão, uma imagem ou parte dela ou determinado tema primário. Um motivo trata-se de formas repetidas num desenho ou composição de forma continuada, ou apenas de um só modelo em determinado trabalho artístico. Numa obra de arte, os motivos podem ter significância iconográfica, enquanto elementos de um tema em particular ou tipo de objeto patente noutras obras. A arte ornamental ou decorativa, pode ser analisada com base numa série de elementos diferentes, denominados de motivos. A forma seriada destes elementos, repetidos por várias vezes, formam padrões, sendo bastante comum nas artes têxteis. De importantes exemplos na arte ocidental destacam-se as folhas de acanto (ordem jónica), moldes decorativos ou vários tipos de arabescos.